# بفاندریانا سود
بفاندریانا سود (به لاتین: Befandriana Sud) یک منطقهٔ مسکونی در ماداگاسکار است که در مورومبه واقع شده‌است. بفاندریانا سود ۱۹٬۰۰۰ نفر جمعیت دارد و ۱۴۵ متر بالاتر از سطح دریا واقع شده‌است.